# Henriette Bourdic-Viot
Henriette Bourdic-Viot nata Marie-Anne-Henriette Payan de l’Estang (Dresda, 1746 – La Ramière, 1802) è stata una scrittrice e poetessa francese.

## Biografia
Nata da genitori poveri, Henriette Payan venne portata in Francia all'età di quattro anni. Quando aveva dodici anni, sposò il marchese de Ribere-d'Antremont, del Comtat Venaissin, che la lasciò vedova a sedici anni. 
Conosceva perfettamente il latino, il tedesco, l'inglese e l'italiano, oltre alla musica, che, insieme alla poesia, le occupavano tutto il tempo.
Le sue poesie, che sono in gran numero e la maggior parte delle quali vennero rubate, sono disseminate in tutto l'Almanach des Muses e in altre raccolte di questo genere.
Henriette d'Antremont sposò il barone di Bourdic, sindaco della città di Nîmes, dopo la morte della quale contrasse nuovi legami, sposando Viot, commissario per le relazioni esterne a Barcellona. 
Nota sia per il suo ingegno che per la sua amabilità, e i cui versi sono nello stile di  Gresset e Voltaire, la Bourdic-Viot teneva una corrispondenza con quest'ultimo.

## Opere
- Éloge de Montaigne, Paris, C. Pougens